# Nendaz
Nendaz é uma comuna da Suíça, no Cantão Valais, com cerca de 5.567 habitantes. Estende-se por uma área de 86,11 km², de densidade populacional de 65 hab/km². Confina com as seguintes comunas: Ardon, Bagnes, Chamoson, Conthey, Hérémence, Isérables, Les Agettes, Riddes, Salins, Sion, Vétroz, Vex, Veysonnaz.
A língua oficial nesta comuna é o Francês.